# 31268 Welty
31268 Welty este un asteroid din centura principală de asteroizi.

## Descriere
31268 Welty este un asteroid din centura principală de asteroizi. A fost descoperit pe 16 martie 1998 la Cocoa de Ian P. Griffin. Asteroidul prezintă o orbită caracterizată de o semiaxă mare de 2,64 ua, o excentricitate de 0,13 și o înclinație de 10,3° în raport cu ecliptica.